# Topal Şarif Osman Paixà
Topal Şarif Osman Paşa (grafia turca moderna (1804-1874) fou un home d'estat otomà. El seu nom inicial fou Şarif Osman, derivat del seu pare Hajji Şarif Agha, però després, a causa d'un accident va quedar coix, i llavors fou anomenat com a Topal Osman Paixà, amb el qual és conegut.
Va ingressar a la marina i va escalar posicions. El 1839 era a la Mediterrània a les ordres de l'almirall Ahmad Fazwi Paixà i el juliol de 1839 el sultà Abdülmecit I va ordenar a la flota tornar a Istanbul, però Fazwi Paixà, inquiet perquè els seus adversaris prosperaven en les posicions claus, va fer un acord amb Muhammad Ali Pasha d'Egipte i va portar la flota a Alexandria, obtenint el suport dels seus oficials entre els quals Topal Osman Paixà. Després de la conferència de Londres la flota otomana va haver de tornar a Istanbul (desembre de 1840) i els oficials implicats que van retornar foren retirats (inicis de 1841). Amnistiat poc després va ser destinat a Esmirna (1842) fins al 1849; després va ocupar alguns càrrecs a Karesi, Biga i finalment (1855) a Xipre. Enviat el 1856 a Sèrbia va adquirir renom quan va conservar Belgrad després de l'establiment del principat serbi (1861). El gener de 1861 fou nomenat governador (wali) de Bòsnia i va rebre el títol de paixà. Va governar 7 anys i la va dividir en 7 sandjaks, establint diverses mesures beneficioses reformant el territori en tots els aspectes, i aconseguint la simpatia de la població. El gener de 1869 fou nomenat governador de la província del Danubi, però les protestes a Bòsnia per la seva marxa van obligar a la seva reposició el 27 de maig de 1869. Va circular el rumor que es volia declarar independent i fou destituït altre cop el 27 de maig de 1869 i es va retirar a la seva casa del Bòsfor on va morir el 25 de juliol de 1874.